# روی کوهن
روی کوهن (انگلیسی: Roy Cohn؛ ۲۰ فوریهٔ ۱۹۲۷ – ۲ اوت ۱۹۸۶) وکیل اهل ایالات متحده آمریکا بود. او از مشاوران اصلی جوزف مک‌کارتی و از عاملان او برای اجرای مک‌کارتیسم بود. او همچنین با مافیا در ارتباط بود و به عنوان کارچاق‌کن فعالیت می‌کرد. کوهن در جریان محاکمه ژولیوس و اتل روزنبرگ از دادستان‌ها بود. مدرک وکالت کوهن در سال ۱۹۸۶ باطل شد وی چند هفته بعد بر اثر ابتلا به ایدز در سن ۵۹ سالگی درگذشت.
کوهن از سال ۱۹۷۳ تا ۱۹۸۵ مشاور حقوقی دونالد ترامپ بود.
روی کوهن در برانکس نیویورک سیتی متولد شد و در دانشگاه کلمبیا تحصیل کرد. او ابتدا به عنوان دادستان وزارت دادگستری آمریکا در پرونده جاسوسی جولیوس و اتل روزنبرگ به شهرت رسید، جایی که موفق به محکومیت این زوج شد که در نهایت به اعدام آنها در سال ۱۹۵۳ انجامید.
پس از دوران خدمتش به عنوان وکیل ارشد دادستانی در دوران مک‌کارتیسم، شهرت کوهن از اواخر دهه ۱۹۵۰ تا اواخر ۱۹۷۰ به تدریج رو به افول گذاشت. او در نیویورک سیتی ساکن شد و به عنوان وکیل خصوصی مشتریان مختلفی از جمله سرمایه‌داران املاک، فعالان سیاسی، روحانیون کاتولیک و چهره‌های جنایت سازمان‌یافته را نمایندگی کرد.
در سال ۱۹۸۶، کوهن توسط بخش تجدیدنظر دیوان عالی نیویورک به دلیل رفتار غیراخلاقی از وکالت محروم شد. این حکم پس از آن صادر شد که او سعی کرد با فریب یک بیمار در حال مرگ، او را وادار به امضای وصیت‌نامه‌ای کند که ثروتش را به کوهن منتقل می‌کرد. او پنج هفته پس از این حکم در اثر عوارض مرتبط با ایدز درگذشت، در حالی که تا آخرین لحظات ابتلای خود به HIV را به شدت انکار می‌کرد.
کوهن موضوع بسیاری از پرداخته‌های رسانه‌ای قبل و بعد از مرگش بوده است. زندگی پرتناقض او به عنوان چهره‌ای که از یک سو به عنوان مدافع قانون ظاهر می‌شد و از سوی دیگر با چهره‌های جنجالی و جنایتکار ارتباط داشت، او را به شخصیتی تأثیرگذار اما منفور در تاریخ معاصر آمریکا تبدیل کرده است.